# Song Taizu
Taizu (21 de marzo de 927-14 de noviembre de 976), nacido Zhao Kuangyin, fue el fundador de la dinastía Song de China y reinó entre 960 y 976.

## Familia
Su familia era de origen modesto, por lo que no se tiene recuento sino desde el final de la dinastía Tang. Su ancestro Zhao Tiao (828-874) fue un oficial que sirvió en Zhuozhou, en Hebei cerca de donde vivía su familia. Su segundo hijo Zhao Ting (851-928) y su nieto Zhao Jing (872-933) también fueron oficiales en Hebei. El hijo de Zhao Jing, Zhao Hongyin (899-956) optó por la carrera militar. Zhao Kuangyin tenía poco interés en la educación clásica y también siguió carrera militar llegando más tarde a ser comandante del Palacio de Armas el final del imperio Zhou. Fue este puesto el que lo llevó a alcanzar el poder. El último de los emperadores competentes Zhou, Shizong (954-960) murió dejando a un niño en el trono. Zhao Kuangyin, como comandante de la guardia imperial, tomó el poder en un golpe de estado solo por insistencia de sus soldados, según los recuentos.

## Reinado
Song Taizu reunificó China luego de años de fragmentación y rebelión luego de la caída de la Dinastía Tang en 907. Fue recordado principalmente por sus reformas del sistema de exámenes imperiales para acceder a la burocracia, favoreciendo a individuos por su habilidad académica en lugar de su origen. También creó instituciones políticas que abrieron la puerta hacia una mayor libertad de discusión y pensamiento, lo que facilitó el crecimiento de los avances científicos, las reformas económicas y los logros en arte y literatura. Reorganizó la milicia de manera que nadie más pudiera dar un golpe de Estado como el suyo.
Reinó por 16 años y murió en 976 a los 49 años. Inesperadamente, fue sucedido por su hermano menor aunque tenía cuatro hijos vivos al momento de su muerte. En los recuentos tradicionales históricos su madre, la Emperatriz madre Du, le advirtió que al igual que él había llegado al poder debido a que Zhou Shizong dejó a un niño en el trono, alguien podía usurpar ese poder si no nombraba a un adulto como sucesor. En el folklore chino, se relata que Taizong Song mató a su hermano e inventó el consejo de su madre como justificación.